# Cadre-47/2-Europameisterschaft der Junioren 1978/79

Logo CEB (ausrichtender Verband)

Die Cadre-47/2-Europameisterschaft der Junioren 1979 war das 3. Turnier in dieser Disziplin des Karambolagebillards und fand vom 5. bis zum 8. April 1979 in Saint-Raphaël statt. Die Meisterschaft zählte zur Saison 1978/79.

## Geschichte
Nach Platz drei im Vorjahr holte sich der Niederländer Jan Arnouts diesmal den Titel vor Fonsy Grethen und Piet Adrichem.

## Modus
Gespielt wurde in einer Finalrunde „Jeder gegen Jeden“ bis 200 Punkte.
1. MP = Matchpunkte
2. GD = Generaldurchschnitt
3. HS = Höchstserie

## Finalrunde
| MP    | Match Points (Sieger = 2; Unentschieden = 1; Verlierer = 0) |
| Pkte. | Erzielte Karambolagen                                       |
| Aufn. | Benötigte Versuche                                          |
| GD    | Generaldurchschnitt                                         |
| BED   | Bester Einzeldurchschnitt eines Spielers                    |
| HS    | Höchstserie                                                 |
|       | Bester GD des Turniers                                      |
|       | Bester ED des Turniers                                      |
|       | Beste HS des Turniers                                       |
|       | 1. Platz (Gold)                                             |
|       | 2. Platz (Silber)                                           |
|       | 3. Platz (Bronze)                                           |

| Platz                      | Name              | MP   | Pkte | Aufn. | GD    | BED   | HS  |
| -------------------------- | ----------------- | ---- | ---- | ----- | ----- | ----- | --- |
| 1                          | Jan Arnouts       | 13:1 | 1400 | 52    | 26,92 | 50,00 | 183 |
| 2                          | Fonsy Grethen     | 12:2 | 1311 | 56    | 23,41 | 50,00 | 174 |
| 3                          | Piet Adrichem     | 10:4 | 1205 | 61    | 19,75 | 66,66 | 159 |
| 4                          | Christian Zöllner | 9:5  | 1217 | 72    | 16,90 | 50,00 | 100 |
| 5                          | Jean-Luc Curé     | 6:8  | 815  | 42    | 19,40 | 66,66 | 105 |
| 6                          | Louis Edelin      | 4:10 | 1112 | 82    | 13,56 | 18,18 | 129 |
| 7                          | Philippe Deraes   | 2:12 | 944  | 68    | 13,88 | 12,50 | 86  |
| 8                          | Ramon Farres      | 0:14 | 780  | 91    | 8,57  | -     | 71  |
| Turnierdurchschnitt: 16,76 |                   |      |      |       |       |       |     |